# إنفوماكس
إنفوماكس (بالإنجليزية: Infomax)‏ هو مبدأ تحسين الشبكات العصبية الاصطناعية وأنظمة معالجة المعلومات الأخرى. ينص على أن الدالة التي ترسم مجموعة من قيم المدخلات I إلى مجموعة من قيم المخرجات O يجب اختيارها أو تعلمها لتعظيم متوسط معلومات شانون المتبادلة بين I و O، مع مراعاة مجموعة من القيود أو عمليات الضوضاء المحددة. خوارزميات إنفوماكس هي خوارزميات التعلّم الذي يؤدي عملية التحسين هذه. وقد وصف لينسكر هذا المبدأ في عام 1988.
ترتبط إنفوماكس، في حد الضوضاء الصفرية، بمبدأ خفض التكرار المقترح للمعالجة الحسية البيولوجية بواسطة هوراس بارلو في عام 1961، ويتم تطبيقه كميًا على معالجة الشبكية بواسطة أتيك وريدليش.
كان أحد تطبيقات إنفوماكس خوارزمية تحليل المكونات المستقلة التي تجد إشارات مستقلة عن طريق تعظيم الإنتروبيا. وصف بيل وسينوفسكي ونادال وبارجا التحالف التعاوني الدُّوَليّ القائم على إنفوماكس في عام 1995.